# Nichiren
Nichiren hay Nhật Liên (日蓮; tên lúc sinh ra là Zennichimaro (善日麿), Pháp danh: Rencho - 16 tháng 2 năm 1222 - 13 tháng 10 năm 1282) là một nhà sư Phật giáo Nhật Bản sống trong thời Kamakura (1185 những giáo lý của sư hiện được gọi là Phật giáo Nichiren, một tông phái của Phật giáo Đại thừa.
Nhật Liên đã gây tranh cãi rất nhiều vào thời của ông và được biết đến khi rao giảng rằng một mình kinh Pháp Hoa chứa đựng chân lý cao nhất của giáo lý Phật giáo và đại diện cho giáo lý hiệu quả cho Thời đại Phật giáo thứ ba. Ông tuyên bố rằng hòa bình chính trị xã hội phụ thuộc vào chất lượng của hệ thống niềm tin được duy trì trong một quốc gia. Ông chủ trương đọc tụng nhiều lần danh hiệu Kinh, Nam (u) -myoho-renge-kyo (Nam mô Diệu Pháp Liên Hoa kinh). Ngoài ra, ông cho rằng Đức Phật Thích Ca Mâu Ni lịch sử là biểu hiện của một vị Phật có thể tiếp cận được với tất cả mọi người. Ông nhấn mạnh rằng những người tự xưng là tín đồ của Kinh phải tuyên truyền nó ngay cả khi đối mặt với sự bắt bớ.

## Hình ảnh

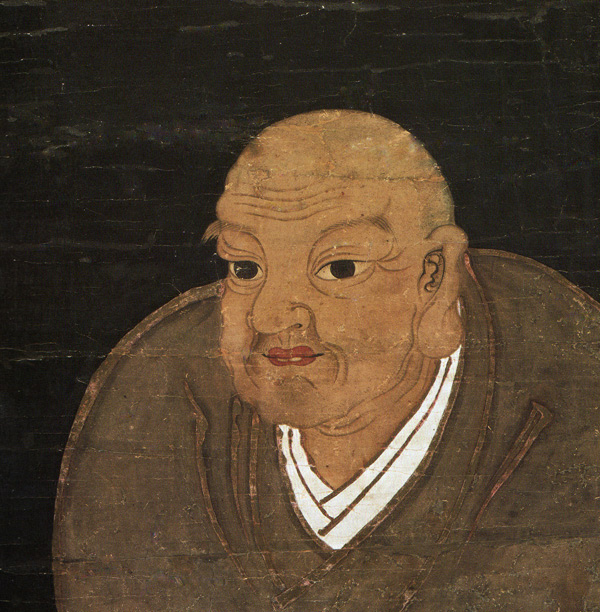
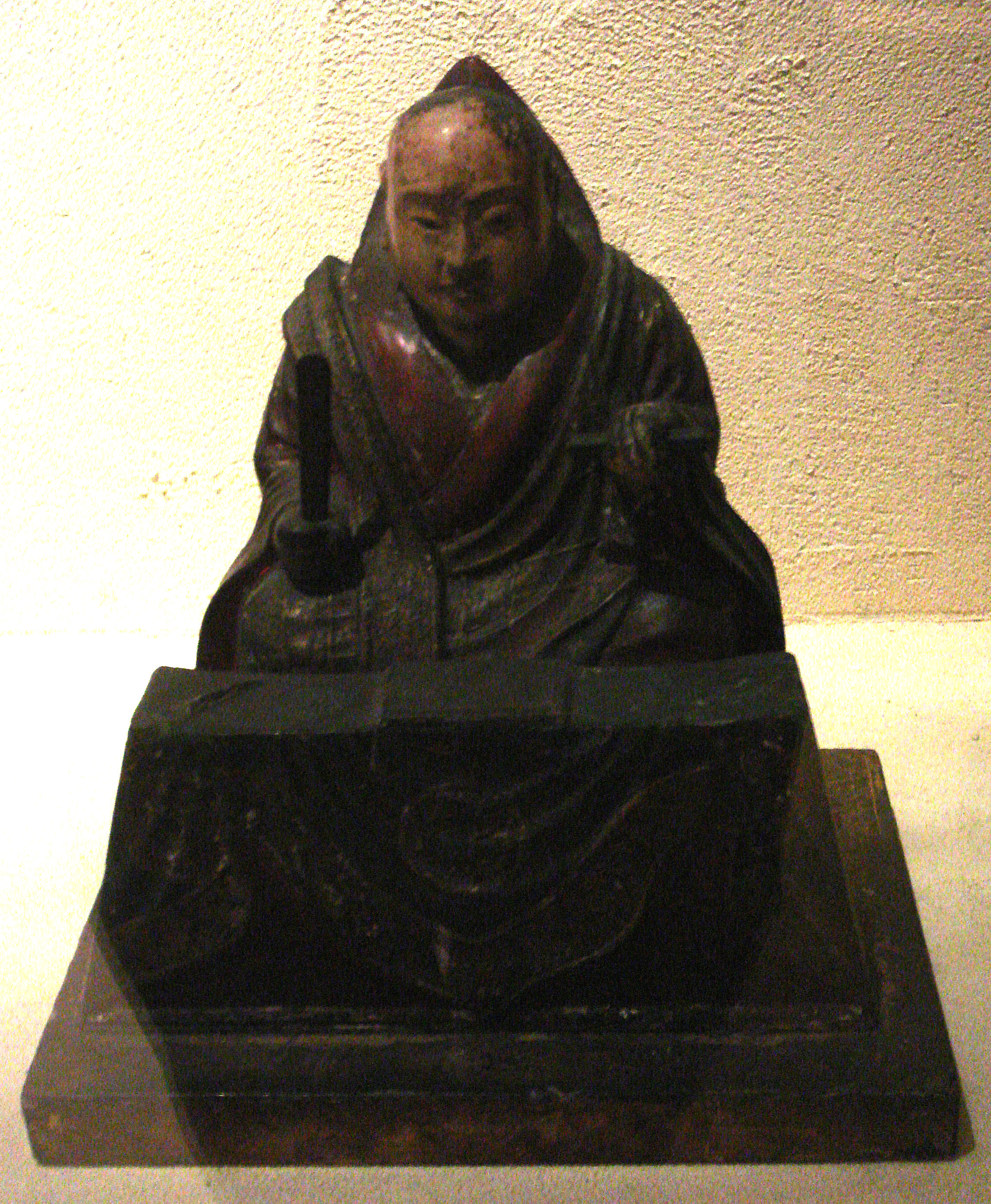
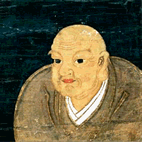
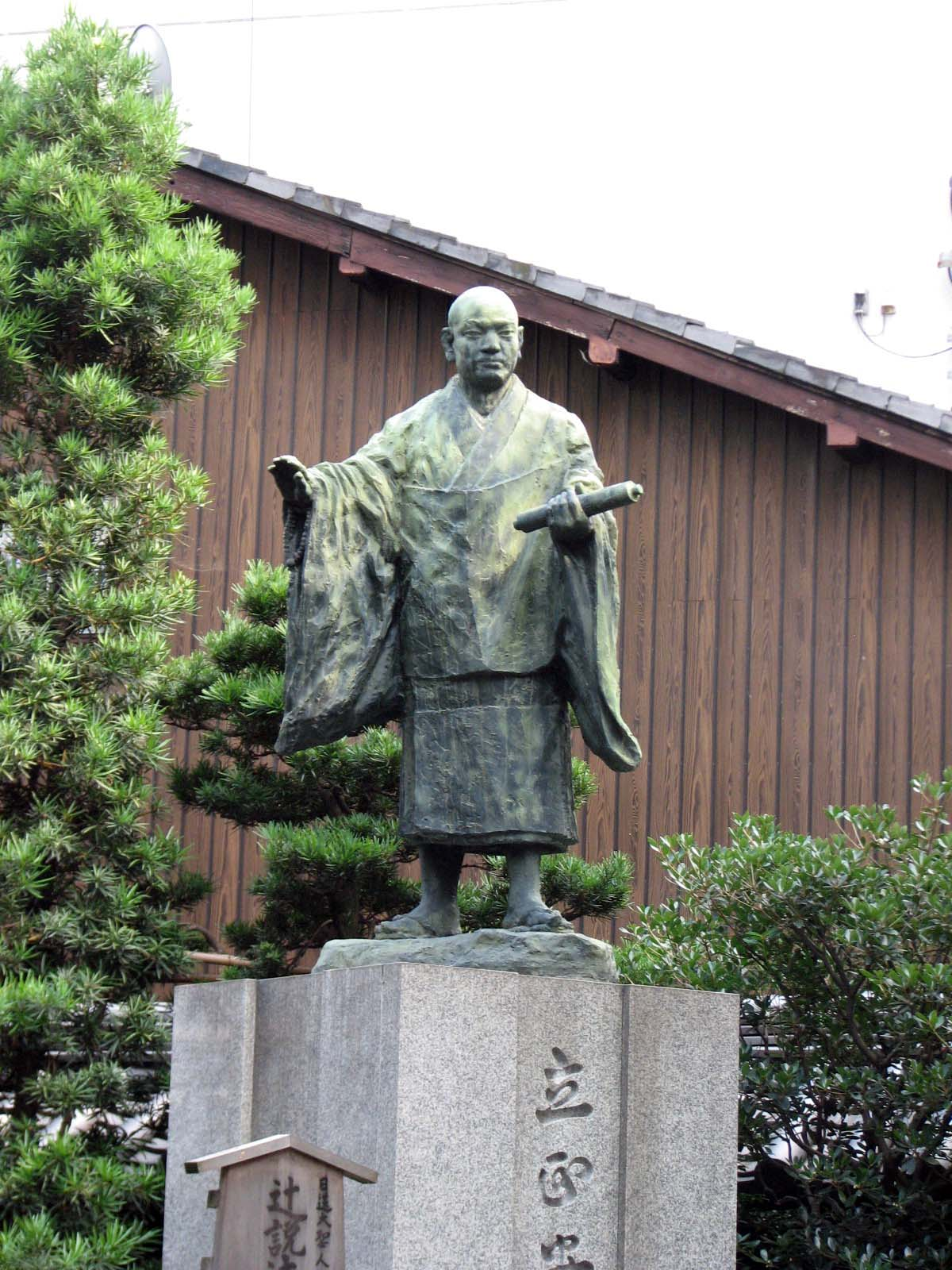
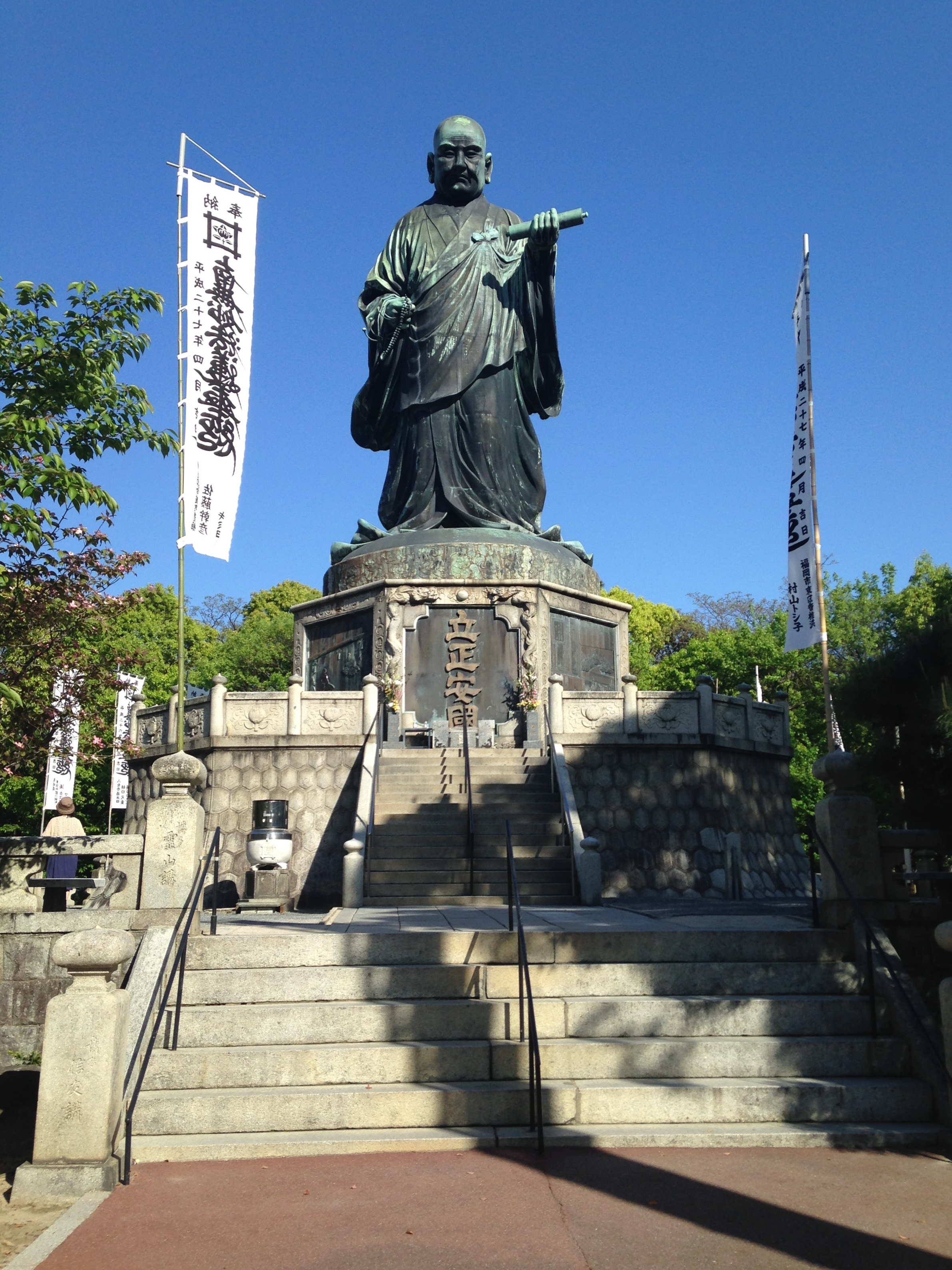
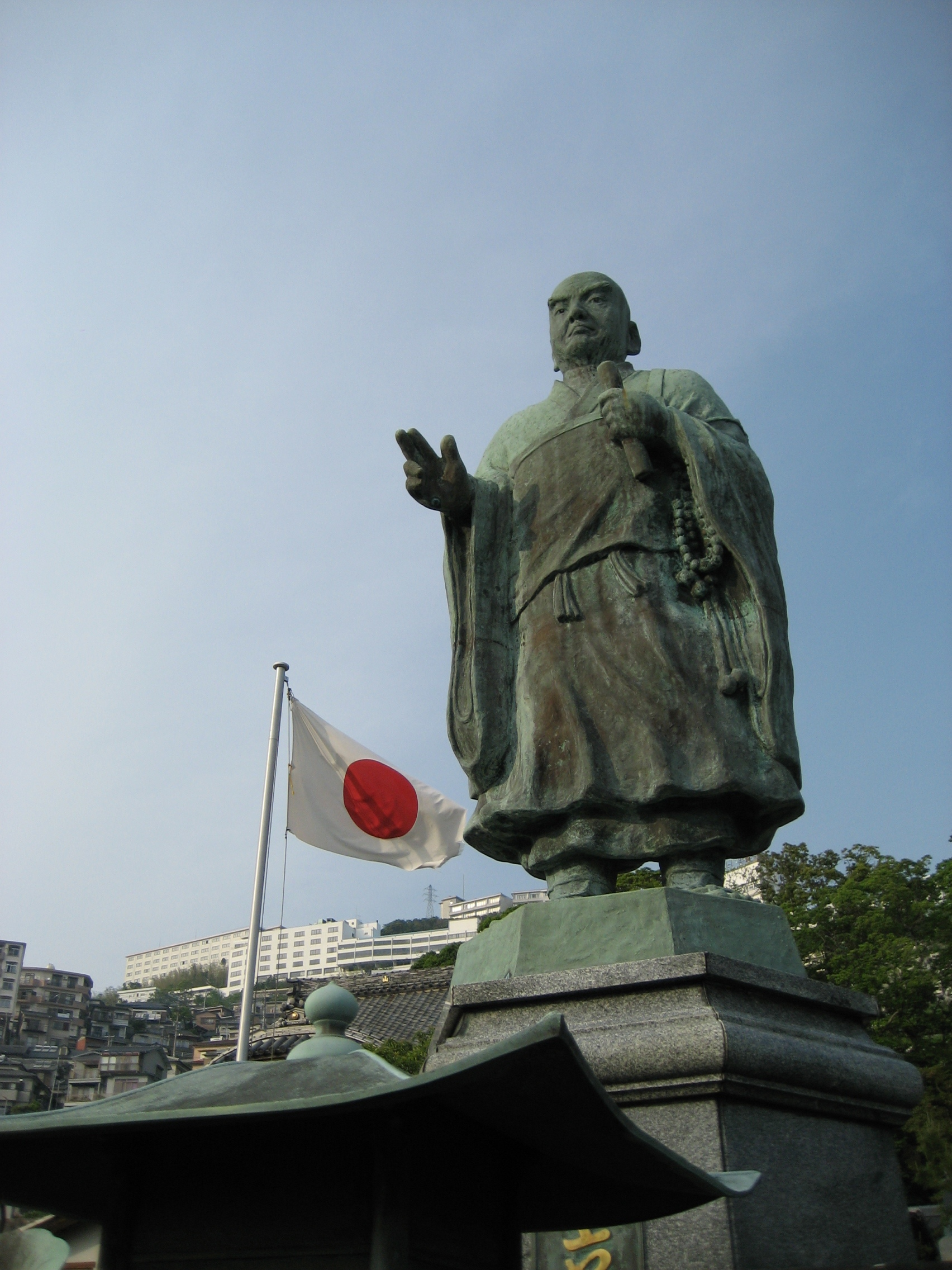
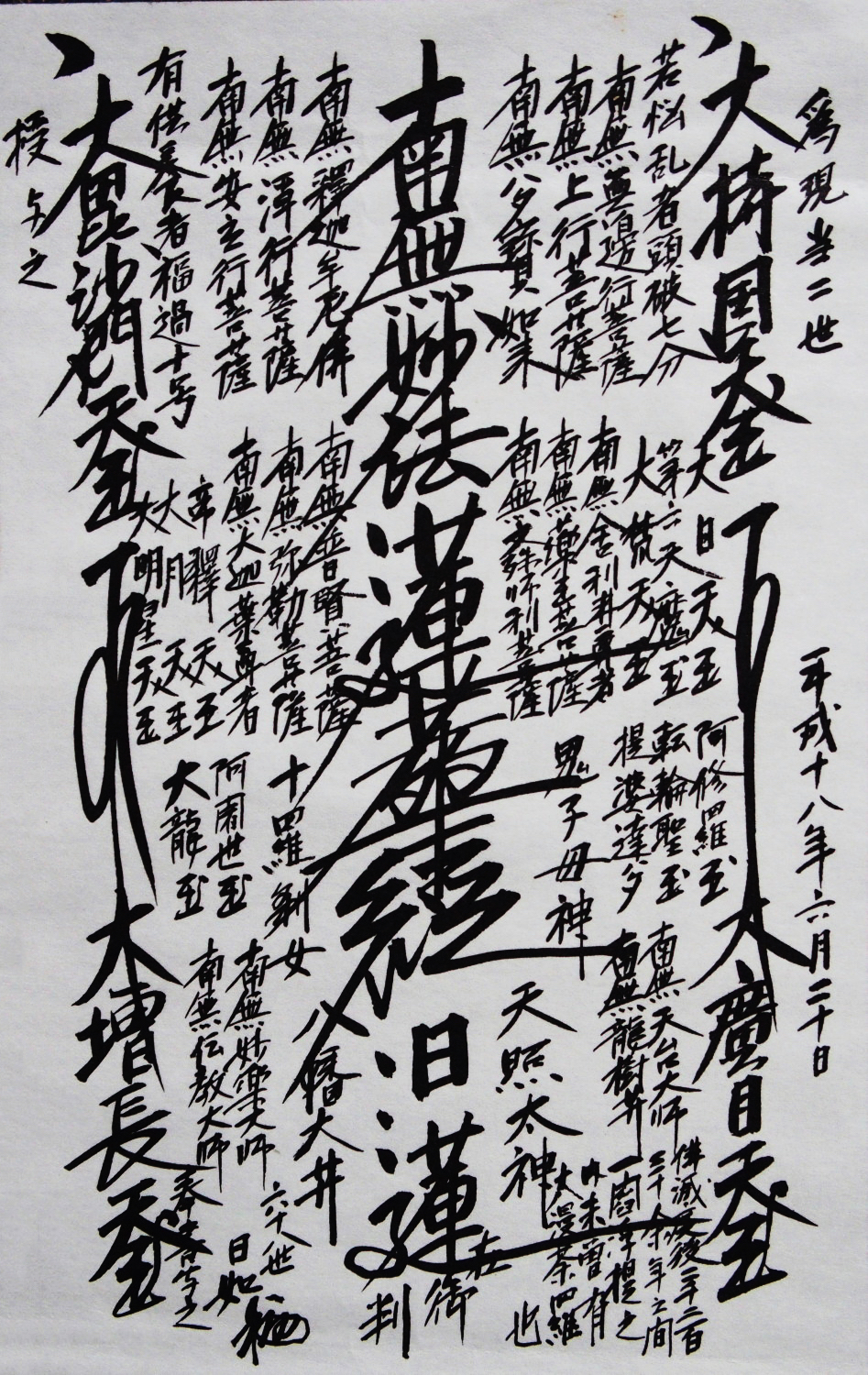
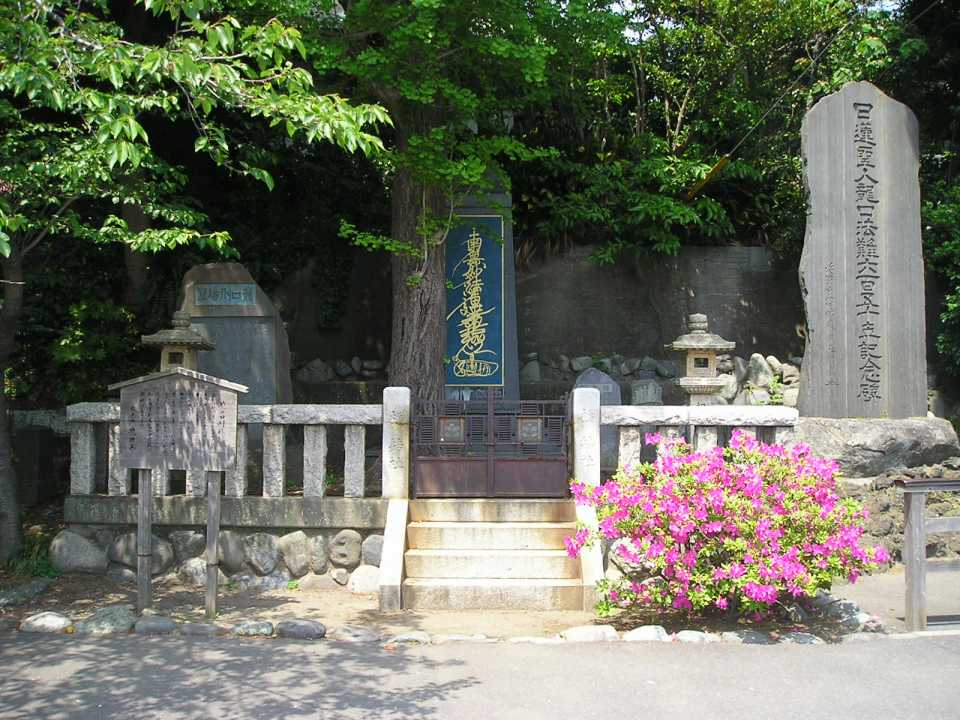
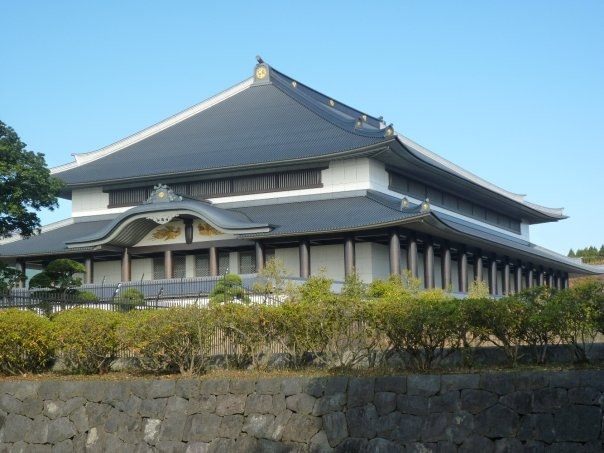
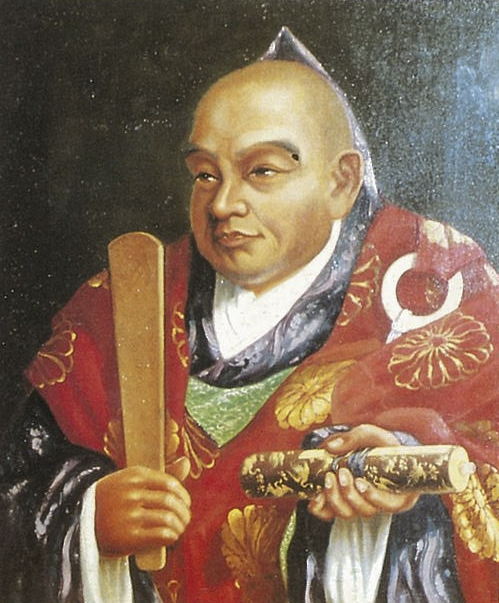
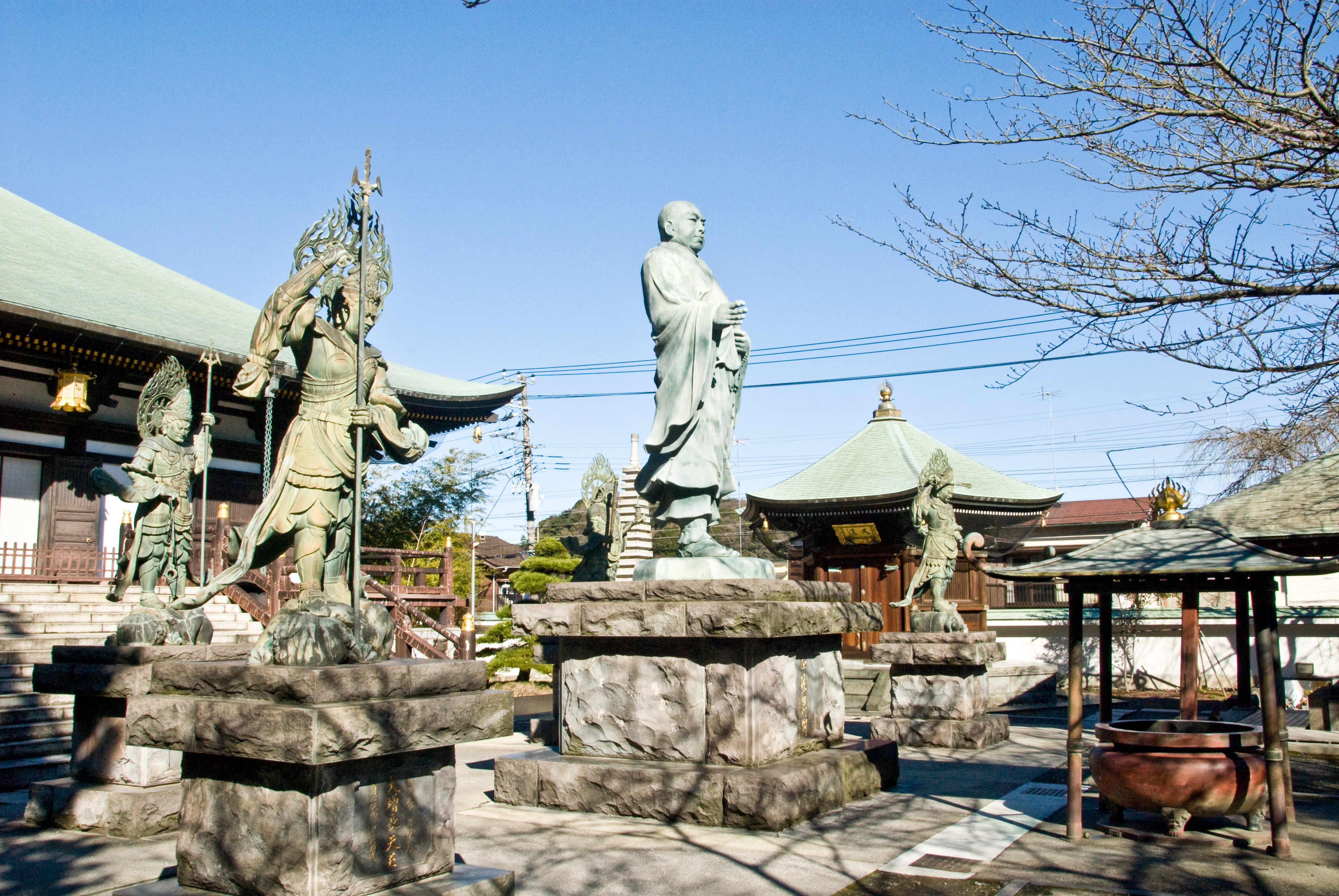
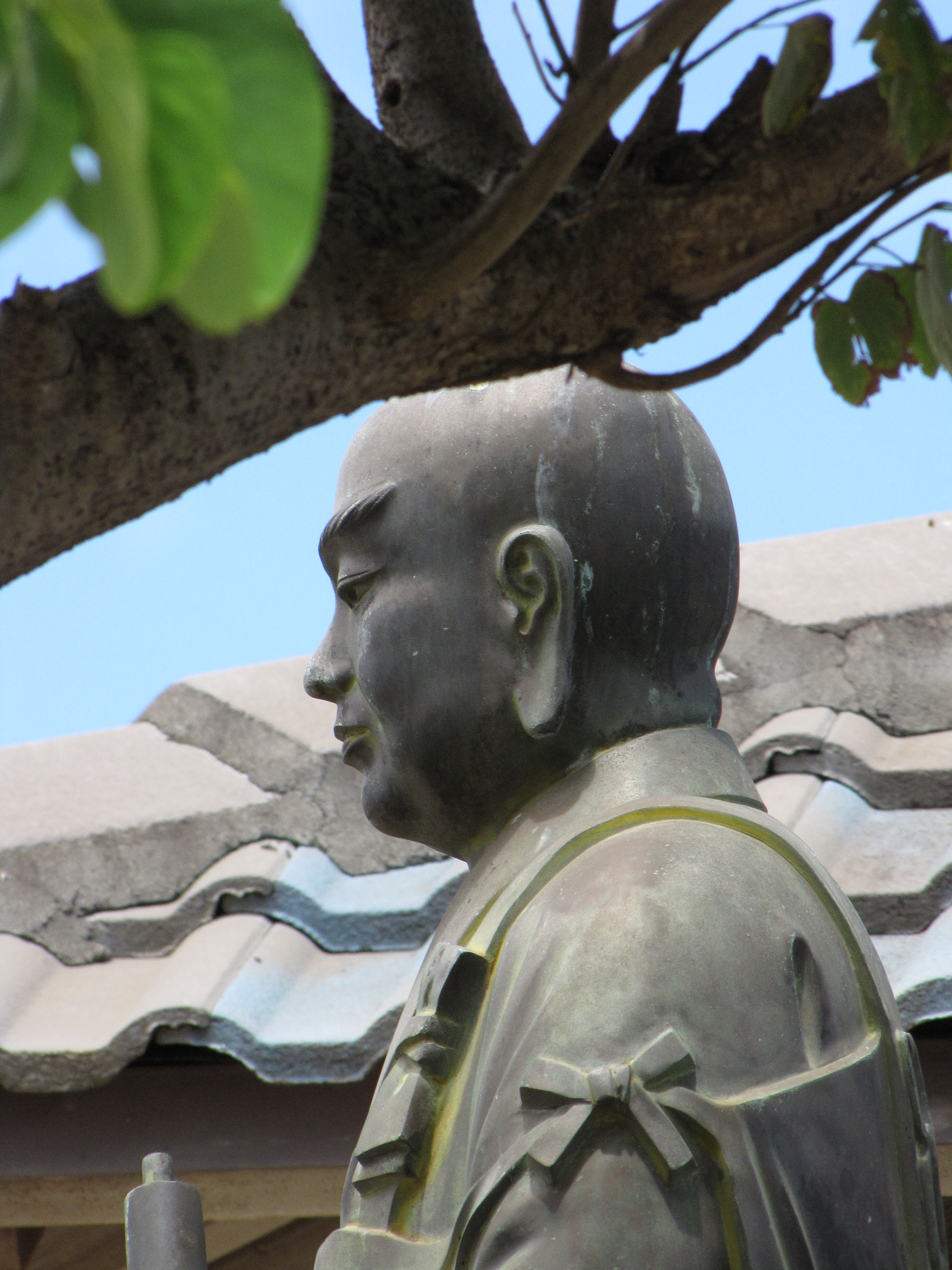